# Kecamatan Klakah
Kecamatan Klakah är ett distrikt i Indonesien.   Det ligger i provinsen Jawa Timur, i den västra delen av landet, 700 km öster om huvudstaden Jakarta. Kecamatan Klakah ligger vid sjön Ranu Pakis.